# Dimorphanthera amplifolia
Dimorphanthera amplifolia är en ljungväxtart som först beskrevs av Ferdinand von Mueller, och fick sitt nu gällande namn av P.F. Stevens. Dimorphanthera amplifolia ingår i släktet Dimorphanthera och familjen ljungväxter.

## Underarter
Arten delas in i följande underarter:
- D. a. gigantea
- D. a. oblonga
- D. a. stabilipes